# Pharsophorus
Pharsophorus es un género extinto de esparasodonte borhienoideo, el cual habitó América del Sur durante mediados y finales de la época del Oligoceno. 

## Taxonomía
Originalmente, Pharsophorus fue considerado como un borhiénido, y fue incluso considerado como el ancestro directo de Borhyaena, Acrocyon y Arctodictis, pero análisis filogenéticos posteriores mostraron que no es un miembro de Borhyaenidae y que posee una relación algo más distante con estas formas. La especie "Pharsophorus" antiquus, anteriormente asignada a este género, fue posteriormente convertida en la especie tipo de un género separado, Australohyaena.

## Registros fósiles
Los restos de Pharsophorus se han encontrado en las provincias de Mendoza, Santa Cruz (Macizo del Deseado), Chubut y  en Argentina, así como en el sitio fósil de Salla en el occidente de Bolivia.